# Лотта Райніґер
Лотта Райніґер (нім. Lotte Reiniger; 2 червня 1899, Берлін — 19 червня 1981, Деттенгаузен) — німецька режисерка анімаційного кіно, отримала світову популярність завдяки силуетним фільмам.

## Біографія
Шарлотта Райніґер народилася 2 червня 1899 року в Берліні-Шарлоттенбурзі в родині банківського службовця Карла Райніґера і його дружини Елеонори. З шести років Лотта цікавилася театром і вирізала силуети. У кіно її залучали фільми-казки та феєрії Жоржа Мельєса. Вона швидко освоїла техніку китайського силуету і вирізала силуети для шкільних театральних вистав, в тому числі «Ромео і Джульєтта». Дуже велике враження на неї справили фільми за участю Пауля Вегенера «Празький студент» (1913) і «Голем» (1914). У співочій академії Берліна вона прослухала лекцію Вегенера, вперше дізнавшись про трюкових зйомках і фантастичні можливості кіно.
З 1916 по 1917 рік Райніґер відвідувала акторську школу, паралельно працюючи статистом в Німецькому театрі. У цей період вона виготовила цілий ряд силуетів акторів, в тому числі і Пауля Вегенера, який 1916 року привів її в кіно. Вона виготовила рамки для проміжних титрів спочатку у фільмі «Весілля Рюбецаля», а потім у фільмі «Гамельнський щуролов». Режисер Рохус Глізе також замовив їй силуети. Завдяки Вегенера Райніґер познайомилася з групою молодих кінематографістів-експериментаторів з Інституту культурології в Берліні: Гансом Кюрлісом, Карлом Віртом і Карлом Кохом, її майбутнім чоловіком. З їх допомогою восени 1919 року вона зняла перший анімаційний фільм «Орнамент закоханого серця».
З 1920 по 1924 рік Райніґер зняла кілька рекламних роликів і чотири короткометражних силуетних фільми, які більше 40 тижнів демонстрували в кінотеатрах УФА. 1923 року для фільму «Нібелунги» Фріца Ланґа вона зняла епізод «Сон сокола», який не був використаний. Цього ж року молодий банкір Луї Гаґен запропонував їй фінансування і виробництво довгого силуетного фільму. В результаті трирічної роботи був знятий перший повнометражний фільм «Історія принца Ахмеда» (пізніше «Пригоди принца Ахмеда») за казкою з «Тисячі і однієї ночі».
Приватний показ фільму на 2000 запрошених гостей відбувся 2 травня 1926 року в «Фольксбюне» і пройшов з великим успіхом. Після позитивних відгуків у пресі фільм був проданий до Франції. Французька прем'єра, в підготовці якої брав участь Жан Ренуар, відбулася в липні 1926 року в Парижі. Після успіху фільму у Франції у нього нарешті знайшовся прокатник і в Німеччині. Офіційна німецька прем'єра відбулася 3 вересня 1926 року в кінотеатрі «Глорія-Паласт» в Берліні.
У липні-серпні 1926 року Райніґер разом з Бертольтом Брехтом провела відпустку на півдні Франції, де вона виготовила силуети для «Тригрошової опери». Заявка «Марія приходить», написана для неї Брехтом і Елізабет Гауптман, залишилася нереалізованою. У 1927—1928 роках Райніґер співпрацювала з Паулем Дессау, Куртом Вайлем і Паулем Гіндемітом, які написали музику для фільму «Доктор Дуліттл».
У жовтні 1929 року режисер Рохус Глізе приступив до зйомок ігрового фільму «Гонитва за щастям» (Die Jagd nach dem Glück) про акторів карнавального театру тіней за сценарієм Райніґер і Коха.
У 1930—1932 роках Райніґер зняла три звукових короткометражних силуетних фільми «10 хвилин Моцарта», «Арлекін» і «Сіссі». 1933 року виїхала в Париж, де її чоловік працював співавтором Ренуара. Виготовила силуети сцен з фільму «Мадам Боварі» Ренуара, а також силуети для фільму «Дон Кіхот» Пабста. 1934 року Райніґер повернулася до Берліна, де вона зняла кілька силуетних фільмів, в тому числі «Папагено» за «Чарівною флейтою» Моцарта.
1936 року Райніґер отримала запрошення до Англії, де вона представила свою колекцію спочатку в Брістолі, а потім в Музеї Вікторії та Альберта в Лондоні. Вона познайомилася з Джоном Грірсоном, Альберто Кавальканті і Безілом Райтом і поставила фільми «Сніданок короля» і «Придане». Для фільму Ренуара «Марсельєза» вона зробила епізод гри тіней. 1939 року, в той час як її чоловік працював з Ренуаром в Римі, Райніґер жила в будинку Ренуара в Антібі. Французький режисер дуже цінував творчість Райніґер, називаючи її великим майстром театру тіней, а її фільм «Князь Ахмед» — шедевром. З початком війни вона поїхала до чоловіка в Рим, де вони до 1944 року жили у Вісконті.
1944 року Райніґер повернулася до Берліна, доглядала за хворою матір'ю і працювала в імперському інституті кіно. 1945 року разом з Елізабет Шульц заснувала «Берлінські гри тіней». З 1946 по 1947 рік працювала художником-оформлювачем в театрі на Шіффбауердамм.
1949 року разом з чоловіком поїхала в Лондон. У 1953—1955 роках зняла 12 короткометражних анімаційних фільмів для ВПС і американського телебачення.
Після смерті чоловіка (1 грудня 1963 року) Райніґер багато працювала для театру, займалася книжковою ілюстрацією. 1970 року була видана її книга «Театри тіней і фільми тіней» (Shadow Theatres and Shadow Films). Влітку 1971 року його виготовила 146 силуетів до чотирьох опер Моцарта — «Одруження Фіґаро», «Дон Джованні», «Так чинять усі жінки», «Чарівна флейта», які були опубліковані 1988 року. Вона виступала з лекціями, проводила майстер-класи про техніку силуету і анімації — перш за все в США і Канаді, а також у Франції, Норвегії, Туреччини, Німеччини та Італії.
1975 року почалося її співпраця з National Film Board of Canada, для якого вона зробила 16-хвилинний фільм «Окассен і Ніколет» за середньовічною французькою баладою. 1979 року після двох років підготовки був знятий 24-хвилинний фільм «Кільце і троянда» за оповіданням Теккерея.
Восени 1980 року Райніґер переїхала в Деттенгаузен під Тюбінгеном до сім'ї пастора і актора театру тіней Альфреда Гаппа. Крім лекцій та кінопоказів, вона разом з Гаппо виступала в театрі тіней. 1980 року в рамках кіно виставки в кіноінституті Дюссельдорфа зняла 8-хвилинний анімаційний фільм «Чотири пори року».
Лотта Райніґер померла 19 червня 1981 року в Деттенгаузені. 1992 року в Тюбінгені був відкритий Музей Лотти Райніґер.

## Фільмографія
- 1916 Весілля Рюбецаля (Rübezahls Hochzeit). Повнометражний фільм режисера Пауля Вегенера. Райніґер виготовила силуети для проміжних титрів.
- 1916 Прекрасна китайська принцеса (Die schöne Prinzessin von China). Силуетний фільм з акторами, які видно на екрані тільки як тіні, режисер Рохус Глізе. Райніґер виконала костюми, декорації і спецефекти
- 1918 Апокаліпсис (Apokalypse). Короткометражний фільм режисера Рохуса Глізе з зображують жахи війни силуетами Райніґер
- 1918 Гамельнський щуролов (Der Rattenfanger von Hameln). Повнометражний фільм режисера Пауля Вегенера. Райніґер виготовила силуети проміжних титрів і анімовані моделі щурів.
- 1919 Орнамент закоханого серця (Das Ornament des verliebten Herzens). Перший силуетний короткометражний фільм Райніґер
- 1920 Втрачена тінь (Der verlorene Schatten). Повнометражний фільм режисера Рохуса Глізе. Райніґер анімувала сцену, в якій музикант сам не відкидає тіні, але тінь від його скрипки під час гри рухається по стіні.
- 1920 Амур і вірні закохані (Amor und das standhafte Liebespaar). Силуетний анімаційний короткометражний фільм з одним живим актором, який взаємодіє з силуетами.
- 1920 Секрет маркізи (Das Geheimnis der Marquise) реклама крему Nivea
- 1920 Баркарола (Die Barcarole), реклама цукерок Mauxion dessert
- 1921 Скриня, що літає (Der fliegende Koffer), за оповіданням Ганса Християна Андерсена
- 1921 Вифлеємська зірка (Der Stern von Bethlehem)
- 1922 Попелюшка (Aschenputtel), по братам Грімм
- 1922 Спляча красуня (Dornröschen), по братам Грімм
- 1926 Пригоди принца Ахмеда (Die Abenteuer des Prinzen Achmed)
- 1928 Китаєць, який здавався мертвим (Der scheintote Chinese)
- 1928 Сьогодні танцює Маріетт (Heut tanzt Mariett). Повнометражний фільм режисера Фредеріка Цельніка з силуетними ефектами Райніґер
- 1928 Доктор Дуліттл і його звірі (Doktor Dolittle und seine Tiere), 65-хвилинний повнометражний фільм за романом Гьюза Лофтінґа
- 1929 Гонитва за щастям (Die Jagd nach dem Glück), повнометражний фільм режисера Рохуса Глізе c 20-хвилинної силуетній анімацією Райнігер (як одне з уявлень театру)
- 1930 10 хвилин Моцарта (Zehn Minuten Mozart)
- 1931 Арлекін (Harlekin)
- 1932 Сіссі (Sissi), 10-хвилинна Силуетна анімація, підготовлена для показу між актами однойменної оперети Фріца Крайслера
- 1933 Дон Кіхот (Don Quixote). Повнометражний фільм режисера Георга Вільгельма Пабста. Райніґер анімувала силуети для вступу, в якому Дон Кіхот читає книгу про пригоди лицаря.
- 1933 Кармен (Carmen), за оперою Бізе
- 1934 Колесо, що крутиться (Das rollende Rad)
- 1934 Кіт у чоботях (Der Graf von Carabas), по братам Грімм
- 1934 Украдене серце (Das gestohlene Herz), по байці Ернста Кайенбурґа
- 1935 Папагено (Papageno), сцена з опери Моцарта «Чарівна флейта»
- 1935 Каліф-лелека (Kalif Storch), за казкою Вільгельма Гауффе
- 1935 Галатея (Galathea: Das lebende Marmorbild)
- 1935 Маленький сажотрус (Der Kleine Schornsteinfeger), за оповіданням Еріка Волтера Вайта
- 1936 Королівський сніданок (The King's Breakfast), за поемою А. А. Мілна
- 1937 Придане (The Tocher), рекламний фільм для General Post Office (GPO)
- 1937 Марсельєза (La Marseillaise). Повнометражний фільм режисера Жана Ренуара. Райніґер підготувала сцену-виставу лялькового театру тіней про необхідність Французької революції
- 1939 Цирк мрії (Dream Circus), за балетом Ігоря Стравінського «Пульчинелла» (незавершений)
- 1939 Еліксир кохання (L'Elisir D'Amore), за оперою Гаетано Доніцетті (незавершений)
- 1944 Золотий гусак (Die goldene Gans), за братами Грімм
- 1949 Привітальна телеграма (Greetings Telegram), рекламний фільм для GPO
- 1949 Рання пошта на Різдво (Post Early for Christmas), рекламний фільм для GPO
- 1949 Ліцензія на радіо (Radio License), рекламний фільм для GPO
- 1950 Шерстяний балет (Wool Ballet), рекламний ролик для лондонського Crown Film Unit
- 1951 День народження Мері (Mary's Birthday)
- 1953 Аладдін (Aladdin)
- 1953 Чарівний кінь (The Magic Hors)
- 1953 Білосніжка і Розочка (Snow White and Rose Red), за братами Грімм
- 1954 Три бажання (The Three Wishes), за братами Грімм
- 1954 Коник і мураха (The Grasshopper and the Ant), по байці Лафонтена
- 1954 Хоробрий кравчик (The Gallant Little Tailor), за братами Грімм
- 1954 Спляча красуня (The Sleeping Beauty), за братами Грімм
- 1954 Принц-жаба (The Frog Prince), за братами Грімм
- 1954 Каліф-лелека (Caliph Stork), за казкою Вільгельма Гауффе
- 1954 Попелюшка (Cinderella), за братами Грімм
- 1955 Гензель і Гретель (Hansel and Gretel), за братами Грімм
- 1955 Дюймовочка (Thumbelina), за Гансом Християном Андерсеном
- 1955 Джек і бобове зернятко (Jack and the Beanstalk), за братами Грімм
- 1956 Вифлеємська зірка (The Star of Bethlehem)
- 1957 Прекрасна Олена (Helen La Belle), за оперетою Жака Оффенбаха
- 1957 Палац (The Seraglio), за оперою Моцарта
- 1960 Щуролов з Гамельн (The Pied Piper of Hamelim), для Різдвяної Пантоніми в театрі Ковентрі
- 1961 Принц-жаба (The Frog Prince), для різдвяної пантоніми в театрі Ковентрі
- 1962 Малюк Сенді (Wee Sandy), для антрактів театру Глазго
- 1963 Попелюшка (Cinderella), для різдвяної пантоніми в театрі Ковентрі
- 1975 Окассен і Ніколет (Aucassin and Nicolette), за середньовічною піснею-казкою
- 1979 Кільце і троянда (The Rose and the Ring), за оповіданням Вільяма Теккерея
- 1980 Чотири пори року (Vier Jahreszeiten)

## Послідовники
- Ентоні Лукас — австралійський художник, режисер анімаційних фільмів, автор інсталяцій. Є засновником і власником незалежної анімаційної студії «Spindly Figures», що розташовується в Мельбурні, Австралія. Його мультфільм в техніці силуетній анімації «Загадкові географічні дослідження Джаспера Морелло» був номінований на Каннському міжнародному кінофестивалі 2005 року на Золоту пальмову гілку в категорії Кращий короткометражний фільм і на премію Оскар (Кращий короткометражний фільм, 2006 рік).
- Мішель Осело — французький режисер анімаційних фільмів, номінант і лавреат численних міжнародних кінофестивалів.